# Aleuroclava subindica
Bọ phấn chè (Aleuroclava subindica) là một loài côn trùng cánh nửa trong họ Aleyrodidae, phân họ Aleyrodinae.
Aleuroclava subindica được Martin & Mound miêu tả khoa học đầu tiên năm 2007.